# 대불가리아

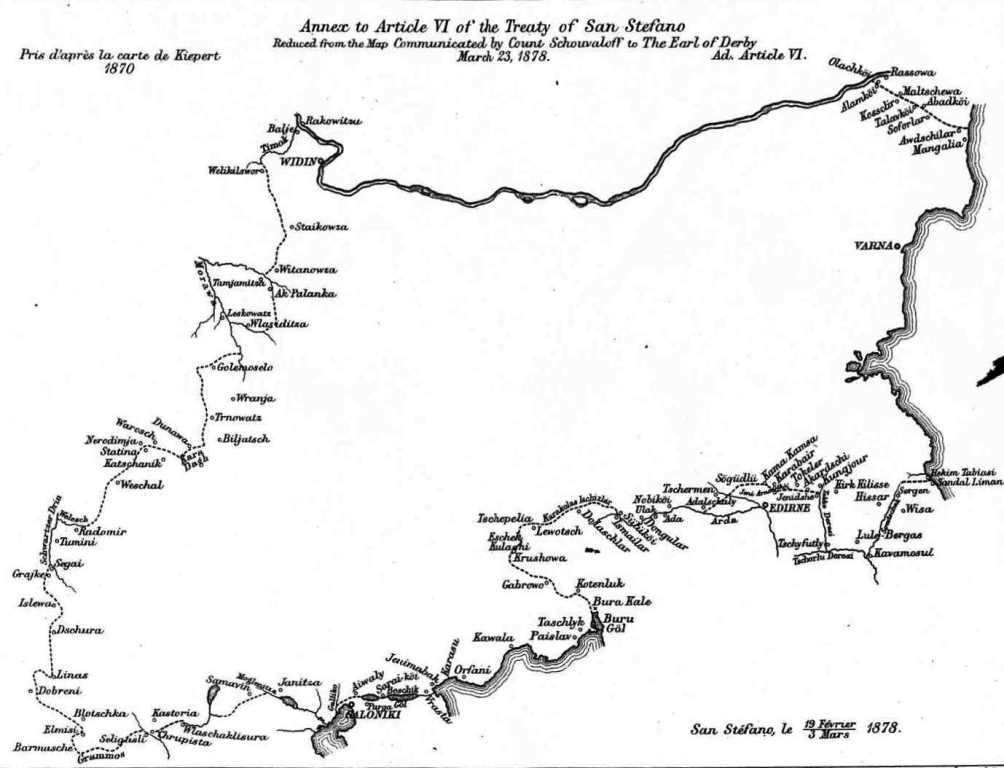
1878년에 체결된 산스테파노 조약을 통해 확정된 불가리아의 국경선

대불가리아(大 - , 불가리아어: Велика България Velika Balgariya, 영어: Bulgarian irredentism)는 불가리아의 역사적인 영토와 현대 불가리아 민족주의자들이 주장하는 민족통일주의 개념으로 마케도니아와 트라키아, 모이시아의 대부분 지역을 포함한다.

## 역사

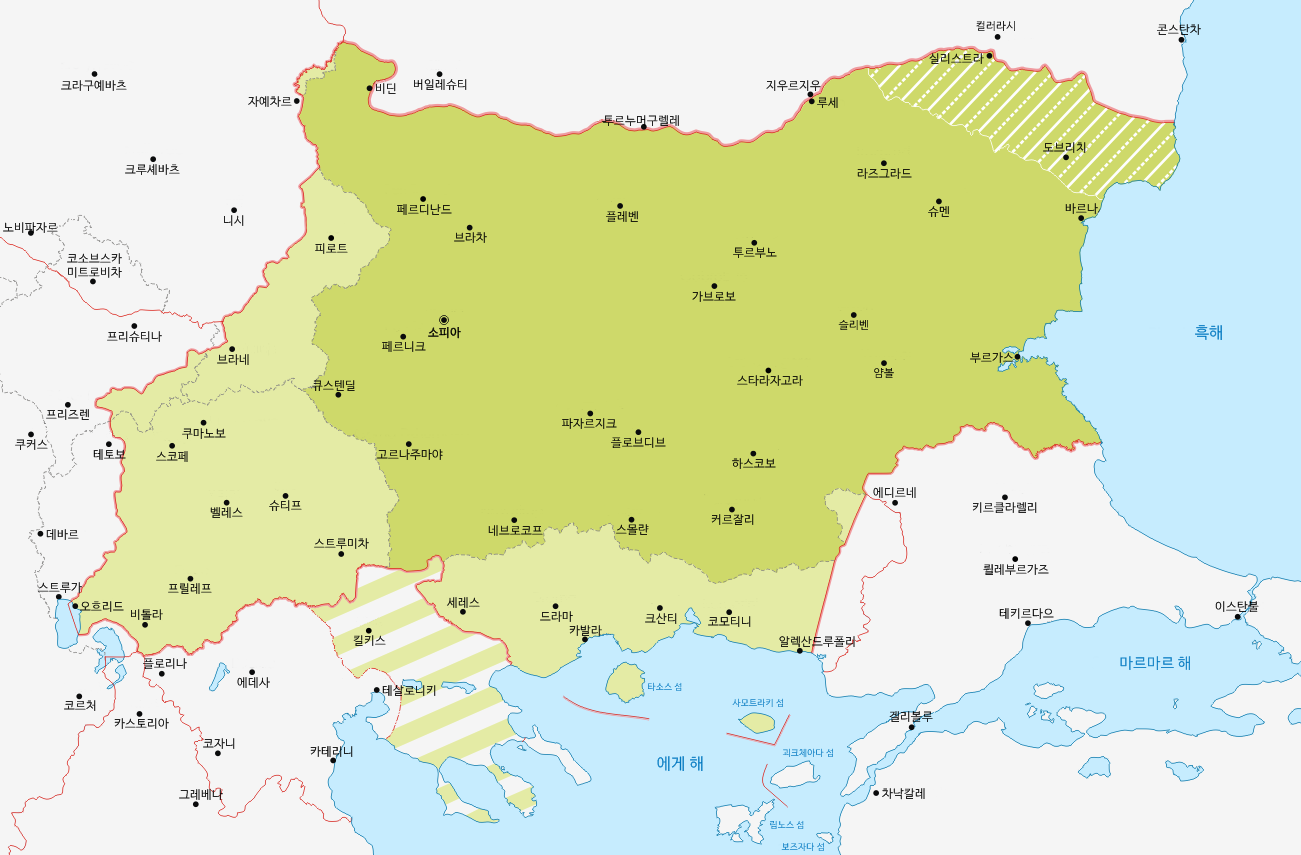
제2차 세계 대전 당시의 불가리아

대불가리아는 1878년 3월 3일에 체결된 산스테파노 조약을 바탕으로 한다. 불가리아의 민족주의와 민족통일주의 문제는 1878년에 체결된 산스테파노 조약을 통해 시작된 현대 불가리아의 역사와 함께 커다란 중요성을 띠고 있었다. 그러나 1878년에 열린 베를린 회의에서 산스테파노 조약을 폐기한다는 결정을 내리면서 불가리아는 다시 오스만 제국의 지배를 받게 된다.
20세기 초반 마케도니아 지방은 오스만 제국과 불가리아, 그리스, 세르비아 4개국의 지배를 받았다. 이들 국가는 제1차 발칸 전쟁(1912년 ~ 1913년)과 제2차 발칸 전쟁(1913년) 그리고 제1차 세계 대전의 세르비아 전역(1915년 ~ 1918년)에서 이 지역을 놓고 전쟁을 벌였다.
루마니아는 제2차 세계 대전이 일어나기 이전에 불가리아와 체결한 크라이오바 조약을 통해 남도브루자를 평화적으로 반환했다. 대불가리아는 불가리아가 제2차 세계 대전에서 추축국의 일원으로 참전한 것을 기념하기 위해 나치 독일이 내린 포상이었다. 불가리아는 그리스의 동마케도니아와 서트라키아의 일부 그리고 유고슬라비아 왕국의 마케도니아(바르다르 마케도니아)를 점령했지만 도브루자를 제외한 나머지 지역은 연합국의 승리로 잃고 만다.